# 柳佑益
柳佑益（：／ Ryu Woo-ik，1950年1月6日—），韩国人文地理学家、政治人物，前统一部长官。首尔大学名誉教授。本贯豊山柳氏。

## 生平
1950年生于庆尚北道尙州市。早年就读于尚州高等学校。1971年毕业于首尔大学地理学专业，1973年获硕士学位。1980年在西德基尔大学获博士学位，后在首尔大学地理学系任教。1990年晋升教授。1990年代曾任总统咨询政策委员会委员。2000年，任世界地理学大会组织委员会干事长。2000年至2002年，任首尔大学教务处长。2004年至2006年，任國際地理聯合會副主席。
2008年，李明博当选总统后，柳佑益短暂担任总统秘书室长。2009年12月被任命为驻华大使，2010年1月11日递交国书。2010年10月，在武汉参加韩国驻武汉总领事馆开馆仪式。2011年5月离任后回国，担任了两年的统一部长官，负责朝鲜事务。